# 熱中世代 大人のランキング
『熱中世代 大人のランキング』（ねっちゅうせだい おとなのランキング）は、2013年10月14日から2018年9月29日までBS朝日で放送された情報番組。
団塊の世代を中心とした50歳以上のミドル層・シニア層を「熱中世代」と名付け、その熱中世代向けの流行ランキングや歴史的出来事などを紹介する。

## 出演者
- 進藤晶子
- 鴻上尚史
- 角澤照治

## 企画
こだわりランキング／カルチャーランキング
一つの特集テーマに沿って、街中でのアンケートなどを元にランキングとして発表する。
プレイバック
ある特定の年代における出来事やモノ、秘話を紹介する。

## 放送リスト
| 初放送日       | 熱中ゲスト                          | こだわりランキング カルチャーランキング | ライフスタイル                                                           | プレイバック                                            |
| -------------- | ----------------------------------- | --- | ------------------------------------------------------------------------ | ------------------------------------------------------- |
| 2013年10月14日 | 加藤タキ                            | オードリー・ヘプバーン特集 | シニア向けも登場!どんどん進化する最新コンビニ動向大特集                  | 1975年                                                  |
| 2013年10月21日 | 泉谷しげる                          | 昭和の歌特集 | -                                                                        | 『いちご白書』をもう一度                                |
| 2013年10月28日 | 湯川れい子                          | ビートルズ特集 | -                                                                        | 1966年                                                  |
| 2013年11月4日  | 桂文珍                              | 和食 WASHOKUが無形文化遺産に!? | 今、急成長を遂げている快眠市場!人気の快眠グッズ大特集                    | 1969年                                                  |
| 2013年11月11日 | 鳥越俊太郎                          | 熱中世代が最も気になるニュース | 〝独自文化〟の街・高円寺を支える熱中世代                                 | 1963年                                                  |
| 2013年11月18日 | 中村メイコ                          | 熱中世代の宅配DVD | 活況!「終活」ビジネスの今                                                | -                                                       |
| 2013年11月25日 | 池辺晋一郎                          | 熱中世代に人気の旅 | 楽器に夢中なオトナたち                                                   | 昭和のおもちゃ                                          |
| 2013年12月9日  | 加藤登紀子                          | 熱中世代に人気の書籍 | -                                                                        | 1968年                                                  |
| 2013年12月16日 | 宇崎竜童                            | 最新映画ランキング | -                                                                        | -                                                       |
| 2013年12月16日 | 宇崎竜童                            | 特集：〝どん底〟から･･･宇崎竜童さんブルースな生き様                                                                                        |                                                                          |                                                         |
| 2013年12月23日 | 大西洋                              | 年間書籍ランキング 熱中世代の売れ筋ファッションランキング                                                                                  | -                                                                        | 復活!伝説の〝10円コンサート〟〜日比谷野音90周年〜       |
| 2014年1月6日   | 梶芽衣子                            | 〝昭和の歌〟年間カラオケランキング あなたの若々しさの秘訣は                                                                                | -                                                                        | -                                                       |
| 2014年1月13日  | 松木安太郎                          | 年末年始の映画 売れ筋キッチンマシーン FIFAワールドカップ日本代表の戦いどうなる                                                             | -                                                                        | -                                                       |
| 2014年1月20日  | 寿美花代                            | 宅配DVDランキング デパ地下〝春を先取り〟の和菓子ランキング 宝塚歌劇団100周年                                                               | 元トップスターが語る宝塚歌劇団                                           | -                                                       |
| 2014年1月27日  | 荻原博子                            | 1月のテレビドラマ視聴率 開幕直前!ソチ五輪注目競技と選手 駆け込み需要?売れている〝大物家電〟 これからの生活にいくら必要?                    | -                                                                        | -                                                       |
| 2014年2月3日   | 瞳みのる                            | 熱中世代のバレンタインデー | 瞳みのるさんの劇的人生                                                   | ザ・タイガース                                          |
| 2014年2月10日  | 池辺晋一郎                          | ふるさと納税でもらえる御礼・特産品ランキング 昭和の名作映画をレンタル『昭和キネマ横丁』人気の映画DVDランキング 好きなクラシック作曲家&作品 | クラシック音楽の楽しみ方                                                 | -                                                       |
| 2014年2月17日  | きたやまおさむ                      | 熱中世代に人気の鍋ランキング 読者が選んだ岩波文庫ランキング                                                                                | -                                                                        | ザ・フォーク・クルセダーズ                              |
| 2014年2月24日  | きたやまおさむ                      | 熱中世代が選ぶ'きたやまおさむ'作詞の名曲ベスト5                                                                                            | 加藤和彦さんとの知られざる関係 精神科医としての仕事 〝団塊世代〟と生きる | -                                                       |
| 2014年3月3日   | 谷村新司                            | 映画〝サントラ〟アルバムランキング 変わり種バーで〝人気〟のつまみ あなたが好きなアリスの曲                                                 | 谷村新司さんラジオ番組とソロ活動…そして文化交流                          | 1970年代のヒットメーカー「アリス」                      |
| 2014年3月10日  | 山下洋輔                            | 最新ジャズ・アルバム売り上げランキング ペットショップで人気のネコ                                                                          | 山下洋輔の音楽交遊録…そして素顔                                          | 山下洋輔トリオ〝バリケードの中での演奏〟                |
| 2014年3月17日  | 八代亜紀                            | 高架下に登場〝食文化の街〟ご当地商品ランキング 心にしみる八代亜紀さんの名曲                                                                | 〝ジャンルレス〟の音楽活動と画家としての活動                             | 『舟唄』誕生秘話                                        |
| 2014年3月24日  | 森永卓郎                            | 映画興行成績ランキング ドラえもんの〝ひみつ道具〟 藤子・F・不二雄ミュージアム〝人気のおみやげ〟                                            | -                                                                        | -                                                       |
| 2014年3月24日  | 森永卓郎                            | 特集：オトナも楽しめるドラえもん |                                                                          |                                                         |
| 2014年3月31日  | 綾戸智恵                            | ミュージカル映画（実写）DVDレンタルランキング                                                                                              | 母親への〝献身介護〟綾戸智恵が学んだこと                                 | 40歳主婦のデビュー                                      |
| 2014年4月7日   | 五木ひろし                          | 注目を集める昭和歌謡 人気CDランキング 五木ひろしヒット曲                                                                                   | 母親、妻、そして子どもたち…家族との絆                                    | 人生を賭けた〝大勝負〟                                  |
| 2014年4月14日  | 鳥居ユキ                            | 春だから聴きたい〝桜ソング〟ランキング 人気&注目の売れ筋〝文房具〟ランキング                                                               | 鳥居ユキ流のコーディネート術                                             | 鳥居ユキの〝原点〟                                      |
| 2014年4月21日  | 原田泳幸                            | 好きな洋楽ミュージシャン（'60〜'70年代） 熱中世代に人気の〝マック〟メニュー                                                                | 原田会長の経営手腕と意外な素顔                                           | 〝カリスマ経営者〟の原点                                |
| 2014年4月28日  | 坂東眞理子                          | 注目商業施設!〝老舗店〟での売れ筋商品 | -                                                                        | 60歳からの生き方                                        |
| 2014年5月12日  | 天野篤                              | - | 医師としての覚悟と情熱                                                   | 〝神の手〟の原点                                        |
| 2014年5月19日  | なかにし礼                          | W杯目前企画!〝サッカー日本代表〟 | がんとの闘病…命がけの〝挑戦〟                                            | なかにし礼の名曲誕生秘話                                |
| 2014年5月26日  | 内館牧子                            | オトナにも人気!大正大学の〝学食〟 | 好きになって60年…内館さんの〝相撲愛〟                                    | 内気な少女から…内館牧子の原点                           |
| 2014年6月9日   | クミコ                              | 〝専門店〟を取材!人気の落語DVD | 昭和歌謡を歌う…被災地への思い                                            | いくつもの岐路を経て…クミコの歌人生                     |
| 2014年6月16日  | 五輪真弓                            | 〝美空ひばり記念館〟と美空さんの人気の歌                                                                                                   | 衝撃のデビューと外国人アーティストとの共演                               | 衝撃のデビューと外国人アーティストとの共演              |
| 2014年6月23日  | 石坂浩二                            | 〝夏の贈り物〟キーワードは「プレミアム感」                                                                                                 | 画家としての活動と趣味との向き合い方                                     | 俳優としての原点〝意外なスタート〟                      |
| 2014年6月30日  | 若尾文子                            | 熱中世代が好きな〝往年の映画スター〟 | テレビや舞台での活躍、夫・黒川紀章との絆                                 | 〝大スター〟若尾文子の原点と〝名作〟誕生秘話            |
| 2014年7月14日  | 加藤登紀子                          | 熱中世代に聞いた〝好きな愛の歌〟 熱中世代に聞いた〝今、誰を愛していますか〟                                                                | 〝愛の歌〟                                                               | 加藤登紀子が貫いた〝愛〟                                |
| 2014年7月21日  | 風間杜夫                            | 熱中世代に聞いた〝孫に読ませたい童話〟 | 〝ひとり芝居〟と〝落語〟への情熱                                         | 子役…大学時代…〝銀ちゃん〟誕生秘話                      |
| 2014年7月28日  | 田辺靖雄 九重佑三子                 | 熱中世代に聞いた〝夫婦で行きたい旅行〟 | 夫婦の絆と見出した〝夫婦デュエット〟の意味                               | 出会いはアメリカン・ポップスの時代                      |
| 2014年8月11日  | 山田パンダ                          | 熱中世代に聞いた〝思い出のフォークソング〟                                                                                                 | 人生の〝転機〟と子どもたちへの想い                                       | 〝カレッジフォーク〟から「かぐや姫」へ                  |
| 2014年8月18日  | 香川京子                            | 熱中世代が好きな日本映画の〝巨匠〟 | 「ひめゆり学徒隊」と伝えたい思い                                         | カメラテストと最終面接が同じ日に…母の言葉で決断         |
| 2014年8月25日  | 養老孟司                            | 伝統の〝涼〟と光の演出…金魚の魅力 | 少年時代から〝虫好き〟…昆虫採集への情熱                                  | 〝医学への道〟と「バカの壁」                            |
| 2014年9月8日   | 前田美波里                          | あなたの好きなミュージカルとスター | ミュージカルへの熱い思い…〝美波里流〟輝きの秘訣                          | 〝運命〟を変えたCMと〝活動休止〟                        |
| 2014年9月15日  | 阿川泰子                            | 古都・鎌倉の老舗店〝人気の和菓子〟 | 阿川さんの素晴らしき〝鎌倉生活〟                                         | 〝ジャズ喫茶〟の時代                                    |
| 2014年9月22日  | 中尾ミエ                            | 筑波宇宙センター〝人気の宇宙食〟 | 「水泳」だけじゃない、多趣味の秘訣                                       | 〝歌手になってよかった〟リオの歌謡祭に参加              |
| 2014年9月29日  | -                                   | 特別企画：〝歌の力〟スペシャル ボクらが作った僕たちの歌                                                                                    | 特別企画：〝歌の力〟スペシャル ボクらが作った僕たちの歌                  | 特別企画：〝歌の力〟スペシャル ボクらが作った僕たちの歌 |
| 2014年10月5日  | 森本タロー                          | タイガースなんでも番付 | 森本タローとライブ活動                                                   | 「ザ･タイガース」誕生前夜と「青い鳥」秘話               |
| 2014年10月19日 | イルカ                              | 少女のカリスマ・中原淳一の魅力 | -                                                                        | -                                                       |
| 2014年10月26日 | 宝田明                              | 熱中世代が好きな〝二枚目洋画スター〟 | -                                                                        | -                                                       |
| 2014年11月23日 | 奈良岡朋子                          | 熱中世代が好きな〝ヨーロッパ映画の女優〟                                                                                                   | -                                                                        | -                                                       |
| 2014年11月30日 | トワ・エ・モワ                      | 思い出の〝デュエットソング〟&〝歌手〟 | -                                                                        | -                                                       |
| 2014年12月7日  | 加藤登紀子                          | オトナが選んだ〝50年間の印象的な出来事〟                                                                                                   | -                                                                        | -                                                       |
| 2015年1月4日   | 横尾忠則                            | 横尾忠則現代美術館の人気グッズ | -                                                                        | -                                                       |
| 2015年1月25日  | 日野皓正                            | "今"挑戦したいこと | -                                                                        | -                                                       |
| 2015年2月1日   | 日野皓正                            | - | -                                                                        | -                                                       |
| 2015年2月22日  | 加橋かつみ                          | 「婦人画報」のお取り寄せ"人気のスイーツ"                                                                                                   | -                                                                        | -                                                       |
| 2015年3月1日   | 総集編                              | 総集編 | 総集編                                                                   | 総集編                                                  |
| 2015年4月12日  | 美輪明宏                            | 熱中世代が好きなシャンソン ベスト5 | -                                                                        | -                                                       |
| 2015年4月19日  | 美輪明宏                            | - | -                                                                        | -                                                       |
| 2015年5月10日  | 鮎川誠                              | "大関ヶ原展"おススメ展示品 | -                                                                        | -                                                       |
| 2015年5月17日  | ジュディ・オング                    | 人気の"ペット犬" | -                                                                        | -                                                       |
| 2015年6月7日   | 有馬稲子                            | プロのおススメ"寄せ植え" | -                                                                        | -                                                       |
| 2015年6月14日  | 有馬稲子                            | - | -                                                                        | -                                                       |
| 2015年7月12日  | ピーター                            | 老舗レコード店 人気の邦楽アーティスト | -                                                                        | -                                                       |
| 2015年7月19日  | ピーター                            | - | -                                                                        | -                                                       |
| 2015年7月26日  | 草笛光子                            | 白髪が似合う有名人 | -                                                                        | -                                                       |
| 2015年8月2日   | 渡辺美佐子                          | 行ってみたい「日本の城」 | -                                                                        | -                                                       |
| 2015年9月13日  | 阿木燿子                            | ディスコミュージック | -                                                                        | -                                                       |
| 2015年9月20日  | ビリーバンバン                      | 行ってみたい日本の世界遺産 | -                                                                        | -                                                       |
| 2015年10月11日 | 千葉真一                            | オトナが選んだ"好きな海外アクション映画"                                                                                                   | -                                                                        | -                                                       |
| 2015年10月18日 | 太田裕美                            | オトナたちが好きな"1970年代・80年代歌謡曲"                                                                                                 | -                                                                        | -                                                       |
| 2015年11月8日  | なかにし礼                          | 熱中世代におススメの文房具ランキング | -                                                                        | -                                                       |
| 2015年11月15日 | なかにし礼                          | - | -                                                                        | -                                                       |
| 2015年12月13日 | きたやまおさむ                      | "京都好き"が注目する名所 | -                                                                        | -                                                       |
| 2015年12月20日 | コシノジュンコ                      | 映画「サウンド・オブ・ミュージック」の劇中歌                                                                                               | -                                                                        | -                                                       |
| 2016年1月10日  | 谷川俊太郎                          | あなたが好きな「スター・ウォーズ」のキャラクター                                                                                           | -                                                                        | -                                                       |
| 2016年1月17日  | 藤竜也                              | あなたが選ぶ"ダンディ" | -                                                                        | -                                                       |
| 2016年2月7日   | 姜尚中                              | あなたが好きな"アメリカン・ニューシネマ"                                                                                                   | -                                                                        | -                                                       |
| 2016年2月14日  | 宮本亜門                            | 2016年 世界を相手に活躍する日本人スポーツ選手は                                                                                            | -                                                                        | -                                                       |
| 2016年3月13日  | 小山明子                            | 東京・歌舞伎座の人気のお土産ランキング | -                                                                        | -                                                       |
| 2016年4月10日  | 特別企画 "出会いこそ人生"スペシャル | 特別企画 "出会いこそ人生"スペシャル | 特別企画 "出会いこそ人生"スペシャル                                      | 特別企画 "出会いこそ人生"スペシャル                     |
| 2016年4月17日  | 星由里子                            | 熱中世代が好きな「"春"をイメージする歌は」                                                                                                 | -                                                                        | -                                                       |
| 2016年5月8日   | 柄本明                              | 熱中世代が好きな「西部劇映画 ベスト5」 | -                                                                        | -                                                       |
| 2016年5月15日  | ワダエミ                            | 熱中世代が好きな「シェークスピア」 | -                                                                        | -                                                       |
| 2016年5月29日  | 三國清三                            | 何かに「ハマる」キッカケに出会える場所 HANDS EXPOで熱中世代に人気の商品ランキング                                                          | -                                                                        | -                                                       |
| 2016年6月12日  | 加藤登紀子                          | 「熱中世代」が乗ってみたい最新の観光列車                                                                                                   | -                                                                        | -                                                       |
| 2016年6月19日  | 内田裕也                            | ザ・ビートルズ来日50年 熱中世代が好きな「ビートルズのアルバム」                                                                            | -                                                                        | -                                                       |
| 2016年7月10日  | 田部井淳子                          | 熱中世代が好きなSF映画は | -                                                                        | -                                                       |
| 2016年7月17日  | ペギー葉山                          | 色褪せぬ魅力 “思い出のフランス映画” | -                                                                        | -                                                       |
| 2016年8月7日   | 岸惠子                              | 注目の新スポット"スヌーピー・ミュージアム"の人気グッズランキング                                                                           | -                                                                        | -                                                       |
| 2016年9月11日  | 戸田奈津子                          | 注目のスポット 一度は行ってみたい“日本の島”                                                                                                | -                                                                        | -                                                       |
| 2016年9月18日  | 浜美枝                              | 大人も楽しめる注目のスポット"日本科学未来館" ミュージアムショップで人気の商品ランキング                                                    | -                                                                        | -                                                       |
| 2016年10月9日  | 崔洋一                              | 熱中世代の思い出の海外ドラマ ベスト5 | -                                                                        | -                                                       |
| 2016年10月16日 | 吉行和子                            | 世界遺産登録「国立西洋美術館」で見ることができる熱中世代が好きな"西洋の画家"ランキング                                                     | -                                                                        | -                                                       |
| 2016年11月13日 | 佐伯チズ                            | 愛と人生の物語「好きなイタリア映画」 | -                                                                        | -                                                       |
| 2016年11月20日 | 渡辺貞夫                            | 奈良好きが選んだ奈良の名所 ベスト5 | -                                                                        | -                                                       |
| 2016年11月27日 | 渡辺貞夫                            | - | -                                                                        | -                                                       |
| 2016年12月18日 | 山本富士子                          | 忘れ得ぬハリウッド女優 ベスト5 | -                                                                        | -                                                       |
| 2017年1月8日   | 山本富士子                          | - | -                                                                        | -                                                       |
| 2017年1月15日  | 小室等                              | すみだ北斎美術館 お土産グッズ 人気ベスト5                                                                                                  | -                                                                        | -                                                       |
| 2017年2月19日  | 瞳みのる 森本タロー                 | - | -                                                                        | -                                                       |
| 2017年2月26日  | 瞳みのる 森本タロー                 | - | -                                                                        | -                                                       |
| 2017年3月12日  | 岡田茉莉子                          | 日本初出店 フランス冷凍食品専門店「ピカール」人気ベスト５                                                                                  | -                                                                        | -                                                       |
| 2017年3月19日  | 岡田茉莉子                          | - | -                                                                        | -                                                       |
| 2017年4月9日   | 桂由美                              | 発酵食品専門カフェ「Kouji&Ko」人気の発酵メニューベスト５                                                                                   | -                                                                        | -                                                       |
| 2017年4月16日  | 森山良子                            | “思い出の恋愛映画”ベスト5 | -                                                                        | -                                                       |
| 2017年5月7日   | 八千草薫                            | 前衛芸術家 草間彌生 人気グッズベスト５ | -                                                                        | -                                                       |
| 2017年5月14日  | 小林稔侍                            | 行ってみたい和歌山観光地 人気ベスト５ | -                                                                        | -                                                       |
| 2017年6月11日  | 北村総一朗                          | 銀座 資生堂パーラーの人気メニューベスト５                                                                                                  | -                                                                        | -                                                       |
| 2017年6月18日  | ミッキー・カーチス                  | 没後40周年 エルビス・プレスリー人気の曲 ベスト５                                                                                           | -                                                                        | -                                                       |
| 2017年7月9日   | 林家木久扇                          | 開館20周年 安曇野ちひろ美術館の人気グッズベスト５                                                                                          | -                                                                        | -                                                       |
| 2017年7月16日  | 池田理代子                          | お得な平日昼コンサートが人気 好きなクラシックの名曲ベスト５                                                                                | -                                                                        | -                                                       |
| 2017年8月20日  | 中村吉右衛門 (2代目)                | ～“日本百貨店”人気のグッズベスト5～ | -                                                                        | -                                                       |
| 2017年9月10日  | 近藤正臣                            | 今流行の「グランピング」（優雅なキャンプ）をしながら挑戦できる 始めてみたいアウトドア ベスト５                                             | -                                                                        | -                                                       |
| 2017年9月17日  | 山本寛斎                            | 甲冑工房丸武 人気鎧兜ベスト5 | -                                                                        | -                                                       |
| 2017年10月7日  | 憧れの名女優スペシャル              | 憧れの名女優スペシャル | 憧れの名女優スペシャル                                                   | 憧れの名女優スペシャル                                  |
| 2017年10月14日 | 伊東四朗                            | お味噌の魅力満載 味噌専門店の人気メニューベスト５                                                                                          | -                                                                        | -                                                       |
| 2017年10月21日 | ちばてつや                          | 「あしたのジョー」連載開始 １９６８年の流行ランキング                                                                                      | -                                                                        | -                                                       |
| 2017年11月11日 | 江波杏子                            | 人気の〝アラハン本〟ランキング | -                                                                        | -                                                       |
| 2017年11月18日 | 舟木一夫                            | 〝古地図ウォーキング〟人気のアー | -                                                                        | -                                                       |
| 2017年12月9日  | 由美かおる                          | “京つけもの西利”で人気のお漬物ランキング                                                                                                   | -                                                                        | -                                                       |
| 2017年12月16日 | 松原智恵子                          | 懐かしの蓄音機で聴きたい名曲ベスト５ | -                                                                        | -                                                       |
| 2018年1月6日   | 夏木マリ                            | 懐かしのジェームズ・ディーンと若くして亡くなった洋画スター                                                                                 | -                                                                        | -                                                       |
| 2018年2月10日  | 岩下志麻                            | “手書き”にこだわり 人気の文房具ベスト５ | -                                                                        | -                                                       |
| 2018年2月17日  | 岩下志麻                            | - | -                                                                        | -                                                       |
| 2018年3月10日  | 五木寛之                            | 御朱印集めが大ブーム！人気の“御朱印巡りツアー”ベスト５                                                                                     | -                                                                        | -                                                       |
| 2018年3月17日  | 津川雅彦                            | 懐かしい日本の遊び 人気かるたベスト５ | -                                                                        | -                                                       |
| 2018年3月24日  | 津川雅彦                            | - | -                                                                        | -                                                       |
| 2018年4月7日   | コロッケ (タレント)                 | 手軽でおいしい 人気のレトルトカレーベスト５                                                                                                | -                                                                        | -                                                       |
| 2018年4月14日  | コロッケ (タレント)                 | - | -                                                                        | -                                                       |
| 2018年5月5日   | 伊東ゆかり                          | 「午前十時の映画祭」映画館で見たい名作ベスト５                                                                                             | -                                                                        | -                                                       |
| 2018年5月12日  | かしまし娘                          | 懐かしい日本の遊び 人気かるたベスト５ | -                                                                        | -                                                       |
| 2018年5月19日  | かしまし娘                          | - | -                                                                        | -                                                       |
| 2018年6月9日   | フランソワーズ・モレシャン          | まるで芸術品！人気の和菓子 ベスト５ | -                                                                        | -                                                       |
| 2018年6月16日  | あの人がいたからSP                  | あの人がいたからSP | あの人がいたからSP                                                       | あの人がいたからSP                                      |
| 2018年7月7日   | 由紀さおり＆安田祥子                | 藤城清治美術館 人気のオリジナルグッズ ベスト５                                                                                             | -                                                                        | -                                                       |
| 2018年7月14日  | 由紀さおり＆安田祥子                | - | -                                                                        | -                                                       |
| 2018年8月25日  | 角野卓造                            | デアゴスティーニ組み立てシリーズベスト5 | -                                                                        | -                                                       |
| 2018年9月8日   | 立川志の輔                          | と東京駅グランスタ＆グランスタ丸の内 人気駅弁ベスト５                                                                                      | -                                                                        | -                                                       |
| 2018年9月15日  | 立川志の輔                          | - | -                                                                        | -                                                       |

※再放送除く